# Pulosari (vulkaan)
Pulosari (Indonesisch: Gunung Pulosari) is een stratovulkaan op het Indonesische eiland Java in de provincie Banten.